# ماريا إيلينا فيلاسكو
ماريا إيلينا فيلاسكو (بالإسبانية: María Elena Velasco) هي كاتبة سيناريو وممثلة مكسيكية، ولدت في 10 ديسمبر 1940 في المكسيك، وتوفيت في 1 مايو 2015 بمدينة مكسيكو في المكسيك بسبب سرطان المعدة.

## وصلات خارجية
- ماريا إيلينا فيلاسكو على موقع IMDb (الإنجليزية)
- ماريا إيلينا فيلاسكو على موقع تيرنر كلاسيك موفيز (الإنجليزية)
- ماريا إيلينا فيلاسكو على موقع أول موفي (الإنجليزية)
- ماريا إيلينا فيلاسكو على موقع قاعدة بيانات الفيلم (الإنجليزية)
- ماريا إيلينا فيلاسكو على موقع كينوبويسك (الروسية)